# Victor Alexander Wrottesley (4e baron Wrottesley)
Victor Alexander Wrottesley, 12e baronnet Wrottesley, 4e baron Wrottesley (18 septembre 1873 - 1er septembre 1962) est un pair britannique.

## Biographie
Wrottesley est le troisième fils d'Arthur Wrottesley (3e baron Wrottesley) et son épouse Augusta Elizabeth Denison, fille d'Albert Denison (1er baron Londesborough). En 1901, il est agriculteur à New House, Ewhurst, dans le Sussex. Il s'installe au siège familial, Wrottesley Hall (en), en 1926, où il vit jusqu'à sa mort en 1962.
Ses deux frères aînés meurent avant lui et il siège à la Chambre des lords à la mort de son père en 1910.
Il meurt en septembre 1962, à l'âge de 88 ans, et est remplacé dans la baronnie par son neveu Richard John Wrottesley (5e baron Wrottesley) (en).